# 非常大権
非常大権（ひじょうたいけん）とは、大日本帝国憲法第31条によって天皇に認められた非常時における天皇大権の1つ。

## 解説
大日本帝国憲法第31条による規定が曖昧であるうえ、すでに第8条で緊急勅令、第14条で戒厳大権が規定されており、この両条との峻別も不明確であった。
伊藤博文（初代内閣総理大臣）の『憲法義解』では、「危難の時機に際し、国家及国民を救済して、その存立を保全するため」の場合に限定される非常権であり、平常時の発動は許されないと解説されているが、その具体的な内容には触れられなかった。このため、憲法学者の間でも憲法で規定された戒厳令などが宣言された場合とする見解と戒厳令では収拾し切れない国家緊急事態を指すとの見解に分かれていた。
上記の理由から他の天皇大権に運用性が劣後したため、大日本帝国憲法下で実際に非常大権が発動された例はなかった。また、非常大権の憲法解釈について法学上の通説は定まらなかったが、憲法改正に伴い非常大権が廃止されたため、実務的な解釈論争はその役割を終えた。
なお、大日本帝国憲法の改正により成立した日本国憲法においては同様の規定は存在しない。